# Дуброва (Заборское сельское поселение)
Дуброва — деревня в Тарногском районе Вологодской области.
Входит в состав Заборского сельского поселения, с точки зрения административно-территориального деления — в Лохотский сельсовет.
Расстояние до районного центра Тарногского Городка по автодороге — 28 км, до центра муниципального образования Красного по прямой — 13 км. Ближайшие населённые пункты — Клевцовская, Алферовская, Антипинская, Никитиха.
По переписи 2002 года население — 31 человек (12 мужчин, 19 женщин). Всё население — русские.